# Taiqian (socken i Kina)
Taiqian (kinesiska: 泰前街道, 泰前) är en socken i Kina. Den ligger i provinsen Shandong, i den östra delen av landet, omkring 51 kilometer söder om provinshuvudstaden Jinan. Antalet invånare är 161 678. Befolkningen består av 78 602 kvinnor och 83 076 män. Barn under 15 år utgör 10,0 %, vuxna 15-64 år 81 %, och äldre över 65 år 7,0 %.
Genomsnittlig årsnederbörd är 845 millimeter. Den regnigaste månaden är juli, med i genomsnitt 304 mm nederbörd, och den torraste är januari, med 8 mm nederbörd.